# 동형 사상

수학에서 동형 사상(同型寫像, 문화어: 동형넘기기, 영어: isomorphism)은 서로 구조가 같은 두 대상 사이에, 모든 구조를 보존하는 사상이다. 두 대상 사이에 동형 사상이 존재하는 경우 서로 동형(同型, 영어: isomorphic)이라고 하며, 서로 동형인 두 대상은 구조가 같아 구조로서 구별할 수 없다.

## 정의
범주 {\displaystyle {\mathcal {C}}}의 사상 {\displaystyle f\colon X\to Y}에 대하여, 다음 조건들이 서로 동치이며, 이를 만족시키는 사상을 동형 사상이라고 한다.
- 역사상이 존재한다. 즉, {\displaystyle f\circ g=\operatorname {id} _{Y}}, {\displaystyle g\circ f=\operatorname {id} _{X}}인 사상 {\displaystyle g\colon Y\to X}가 존재한다.
- 단사 사상이자 분할 전사 사상이다.
- 전사 사상이자 분할 단사 사상이다.
- 단사 사상이자 극단 전사 사상이다.
- 전사 사상이자 극단 단사 사상이다.

두 대상 사이에 동형 사상이 존재하면, 서로 동형이라고 한다. 시작과 끝이 같은 동형 사상(즉, 자기 사상인 동형 사상)을 자기 동형 사상이라고 한다.
범주 {\displaystyle {\mathcal {C}}}에 대하여, 다음 세 조건이 서로 동치이며, 이를 만족시키는 범주를 균형 범주(均衡範疇, 영어: balanced category)라고 한다.
- 모든 전사 단사 사상이 동형 사상이다.
- 모든 단사 사상이 극단 단사 사상이다.
- 모든 전사 사상이 극단 전사 사상이다.

일반적으로, 단사 사상이자 전사 사상이지만 동형 사상이 아닌 사상들이 존재할 수 있다.

## 성질
서로 동형인 것은 동치 관계를 이룬다. 특히, 항등 사상이 동형 사상이므로, 모든 대상은 스스로에게 동형이다.
대수 구조 다양체의 구체적 범주의 사상에 대하여, 다음 두 조건이 서로 동치이다.
- 동형 사상이다.
- 전단사 함수이다.

즉, 대수 구조 다양체에서, 동형 사상은 전단사 함수인 준동형이다.
모든 아벨 범주와 모든 토포스는 균형 범주이다.

## 예
여러 범주에서, 동형 사상들은 특별한 이름이 붙는다.
- 집합과 함수의 범주 {\displaystyle \operatorname {Set} }에서, 동형 사상은 전단사 함수이다.
- 대수 구조 다양체의 범주(군, 환, 가군 등)에서, 동형 사상은 전단사 함수인 준동형이다.
- 위상 공간과 연속 함수의 범주 {\displaystyle \operatorname {Top} }에서, 동형 사상은 위상 동형 사상이다.
- 위상 공간과 호모토피류들의 범주 {\displaystyle \operatorname {hTop} }에서, 동형 사상은 호모토피 동치이다.
- 매끄러운 다양체의 범주에서, 동형 사상은 미분 동형 사상이다.

준군에서는 정의에 따라 모든 사상이 동형 사상이다. 특히, 군을 하나의 대상만을 갖는 범주로 간주하였을 때, 모든 사상은 동형 사상이다.
모노이드를 하나의 대상만을 갖는 범주로 간주하였을 때, 동형 사상들은 가역원들이다.

### 균형 범주의 예
위상 공간의 범주는 균형 범주가 아니다. 이 범주에서, 전사 단사 사상은 전단사 함수인 연속 함수인데, 이는 위상 동형 사상보다 더 약한 조건이다. 그러나 콤팩트 하우스도르프 공간의 범주는 균형 범주이다.
군의 범주는 균형 범주이다.
환의 범주는 균형 범주가 아니다. 예를 들어, 포함 사상 {\displaystyle \mathbb {Z} \hookrightarrow \mathbb {Q} }는 전사 사상이며 단사 사상이지만, 동형 사상이 아니다.

### 갈루아 이론
임의의 갈루아 확대 {\displaystyle M/K} 및 갈루아 부분 확대 {\displaystyle L/K}에 대하여, 함수
{\displaystyle \operatorname {Gal} (M/K)/\operatorname {Gal} (M/L)\to \operatorname {Gal} (L/K)}
{\displaystyle \sigma \mapsto \sigma |_{L}}
는 위상군의 동형 사상이다.
임의의 체의 확대 {\displaystyle M/K} 및 갈루아 부분 확대 {\displaystyle L/K} 및 부분 확대 {\displaystyle L'/K}에 대하여, {\displaystyle LL'/L'} 및 {\displaystyle L/L\cap L'}은 갈루아 확대이며, 함수
{\displaystyle \operatorname {Gal} (LL'/L')\to \operatorname {Gal} (L/L\cap L')}
{\displaystyle \sigma \mapsto \sigma |_{L}}
는 위상군의 동형 사상이다.
임의의 체의 확대 {\displaystyle M/K} 및 갈루아 부분 확대 {\displaystyle L/K} 및 {\displaystyle L'/K}에 대하여, {\displaystyle LL'/K} 역시 갈루아 확대이며, 함수
{\displaystyle \operatorname {Gal} (LL'/K)\to \operatorname {Gal} (L/K)\times \operatorname {Gal} (L'/K)}
{\displaystyle \sigma \mapsto (\sigma |_{L},\sigma |_{L'})}
는 위상군의 매장이다. 만약 {\displaystyle L\cap L'=K}라면, 이는 위상군의 동형 사상이다.

## 같이 보기
- 동형 정리
- 자연 동형
- 범주의 동치

## 참고 문헌
- Mac Lane, Saunders (1998). 《Categories for the working mathematician》. Graduate Texts in Mathematics (영어) 5 2판. Springer. doi:10.1007/978-1-4757-4721-8. ISBN 978-1-4419-3123-8. ISSN 0072-5285. MR 1712872. Zbl 0906.18001.